# 마리오 곤살레스 (멕시코의 권투 선수)
마리오 곤살레스 루고(스페인어: Mario González Lugo, 1969년 8월 15일~)는 멕시코의 전직 권투 선수이다. 1988년 하계 올림픽 남자 플라이급 종목에서 동메달을 획득했다.